# روسیلا ناگاساو
روسیلا ناگاساو (انگلیسی: Rusila Nagasau؛ زادهٔ ۴ اوت ۱۹۸۷) بازیکن راگبی ۷ نفره اهل فیجی است.
وی در مسابقات کشوری و بین‌المللی در مجموع برندهٔ ۱ مدال برنز شده‌است.